# Zamek Nowy Dwór w Wałbrzychu
Zamek Nowy Dwór zwany wcześniej Zamek Ogorzelec – zabytkowy zamek w ruinie położony w południowo-wschodniej części Gór Wałbrzyskich, w Sudetach Środkowych, w Wałbrzychu.

## Położenie
Pozostałości kamiennego zamku Nowy Dwór z przełomu XIII-XIV wieku położone są na terenie Parku Krajobrazowego Sudetów Wałbrzyskich w południowo-wschodniej części Gór Wałbrzyskich na południe od Podgórza dzielnicy Wałbrzycha. Zamek został zbudowany na stożkowym i skalistym wzgórzu Zamkowa Góra wznoszącym się 618 m n.p.m. Szczyt, zbudowany jest z permskich melafirów. Całe wzgórze oraz otoczenie ruin zamku porośnięte jest lasem bukowym regla dolnego. Zbocza Zamkowej góry są strome i częściowo otoczone małymi, lecz głębokimi dolinkami.

## Historia zamku[5]
Zamek Nowy Dwór na Zamkowej Górze został wybudowany na miejscu pierwotnego grodu, prawdopodobnie na przełomie XII-XIV wieku, za czasów panowania książąt piastowskich z linii świdnicko-jaworskiej Bolka I Surowego lub Bolka II Małego. Pierwszy dokument mówiący o zamku pochodzi z 1364 roku. Nowy Dwór wchodził w skład wewnętrznego pierścienia warowni, chroniących śląsko-czeskie pogranicze a wraz z innymi okolicznymi zamkami był ważnym ogniwem obronnym południowej granicy księstwa, dając zarazem początek dla rozwoju osady Podgórze. Po śmierci Bolka II zamek należał do żony Agnieszki Habsburżanki. Zamek do 1392 roku był własnością książąt świdnicko-jaworskich, następnie na mocy układu sukcesyjnego przeszedł wraz z księstwem do Korony czeskiej. W 1434 roku od synów Jana Liebenthala zamek kupił Herman Czetryc. W rękach rodu Czetryców pozostał z krótkimi przerwami do XVII wieku, do czasu porzucenia przez nich zamku. W latach 1450–1462 zamek należy do rodziny Zedlitzów, a następnie ponownie do poprzednich właścicieli. W latach 1402–1417 przeprowadzono niewielkie prace budowlane a gruntownej przebudowie w stylu renesansowym dokonano w końcu XVI wieku. Podczas walk króla Władysławem Jagiellończykiem z królem węgierskim Maciejem Korwinem w 1471 roku stanowił on ważny punkt obrony. W okresie tym znajdowała się już na zamku artyleria. Po podpisaniu pokoju w 1490 roku zamek przeszedł we władanie Fabiana Czirnhausa (Tschirnhaus), by po kilku latach wrócić do Czetryców. Zamek nie został zdobyty ani w czasie walk o Śląsk za Bolka II, ani podczas wojen husyckich, ani w okresie walk między królem Węgier Maciejem Korwinem a Władysławem Jagiellończykiem. Dopiero czwarta, kolejna wojna, wojna trzydziestoletnia w XVII w. położyła kres jego świetności. Po pożarze w 1581 roku spowodowanym uderzeniem pioruna nie został on odbudowany, a jego rolę przejął pałac, wzniesiony przez wspomnianych Czetryców u stóp zamkowego wzgórza. Opuszczoną warownię fortyfikowano jeszcze podczas wojny trzydziestoletniej w celu obrony właścicieli pałacu przed korzystającymi z dobrodziejstw wojennej anarchii zbrojnymi bandami. Później zamek nie był już wykorzystywany i z czasem popadł w całkowitą ruinę.

## Opis zamku
Zamek Nowy Dwór zbudowano na skalnym stromym wzniesieniu wzdłuż szczytu o długości około 140 m, z nieobrobionego kamienia łupanego, na planie wydłużonego, załamanego czworoboku, z dostosowaniem do rzeźby terenu. Zamek składał się z XIV-wiecznego zamku górnego, obwodowych murów obronnych i dwóch domów, w których mieściły się stajnie, zabudowania gospodarcze i pomieszczenia dla załogi. Prostokątnego umieszczonego w północno-zachodnim narożniku o wymiarach około 10 m x 5 m i drugiego o wydłużonym kształcie przy murze północnym, które znajdowały się w obrębie murów, natomiast wieża była usytuowana na zewnątrz murów. Od strony zachodniej, najłatwiej dostępnej, warownię wzmocniono wykutą w skale suchą fosą. Bramę wjazdową ulokowano prawdopodobnie w zachodniej partii zespołu obronnego, w fosie zaś umieszczono zbiornik na wodę. W XVI wieku od zachodu usytuowano zbliżone kształtem do trapezu podzamcze. Dłuższe odcinki jego murów wzmocniono w środkowych partiach, od południa dziobkiem, a półcylindryczną basteją od północy. W XVII wieku podczas wojny trzydziestoletniej twierdza otrzymała fortyfikacje bastionowe.

## Zamek obecnie
Do dzisiejszych czasów zachowane pozostałości książęcego zamku składają się z charakterystycznego gotyckiego portalu  bramy z dwiema bastejami, fundamentów budynków mieszkalnych, fragmentów murów obronnych otaczających dziedziniec i średniowieczny zamek górny, resztek pozostałości po wieży.

## Funkcje zamku
- służył utrwalaniu władzy zwierzchniej na bardzo słabo jeszcze zaludnionych terenach górskich
- wraz z twierdzami Radosno, Grodno i Rogowiec stanowił lokalną linię umocnień granicznych przy południowej granicy z Czechami
- strzegł średniowiecznego szlaku handlowego u stóp Zamkowej Góry, w dolinie Pełcznicy
- spełniał funkcję tytularnej siedziby zarządu dóbr.

## Atrakcje
- ruiny zamku nad Podgórzem stanowią miejsce romantycznych spacerów
- duże wrażenie robi wielkość XVI-wiecznego dziedzińca – długiego na 50 m. Dziś jego teren porasta rzadki las bukowy
- z tarasu od strony południa widoki na Borową i Kozioł.

## Szlaki turystyczne
Przez zamek wiedzie szlak  z Wałbrzycha do Jedliny